# Intramuros

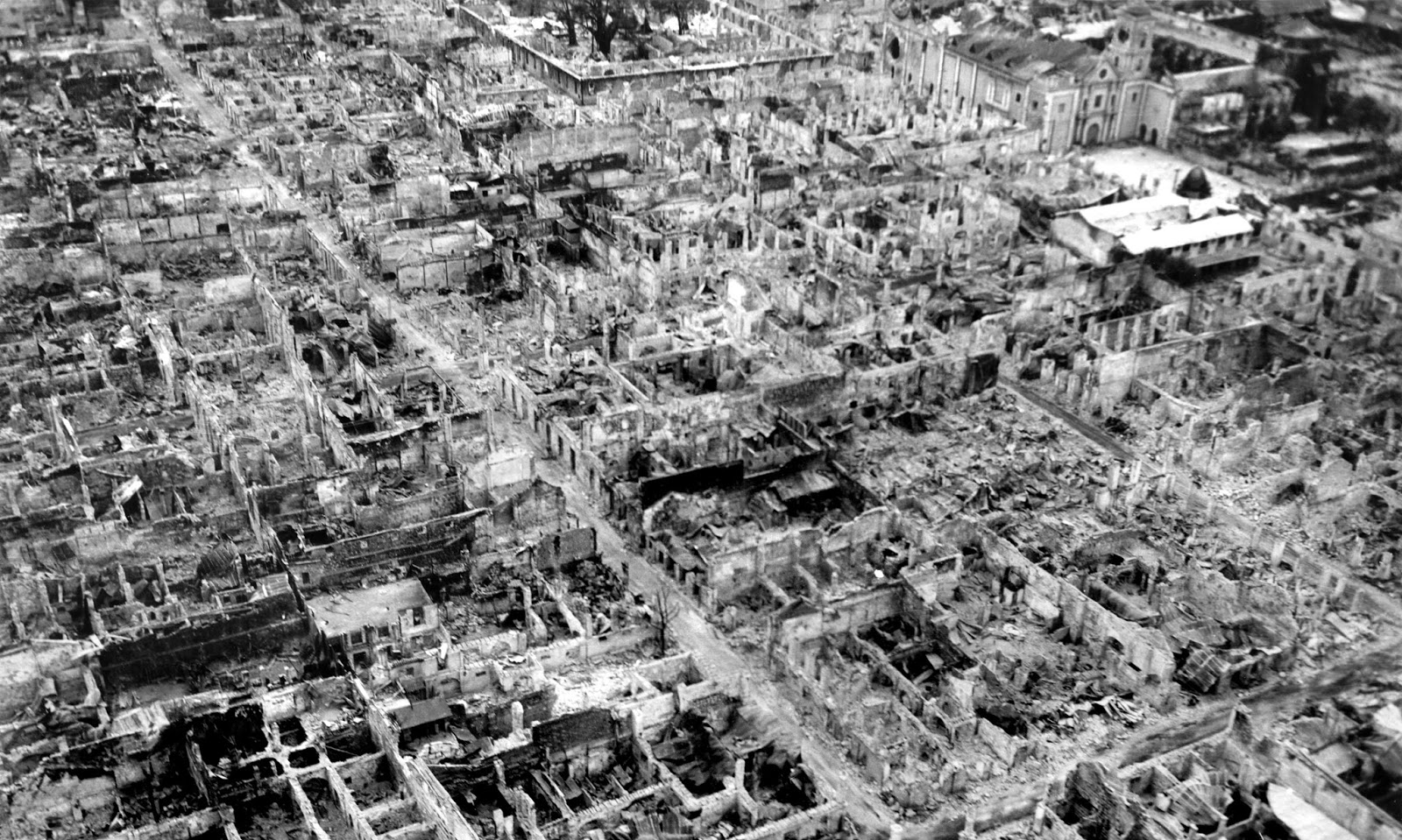
Fotografia d'Intramuros destruït, durant la Segona Guerra Mundial

Intramuros és el districte emmurallat de la ciutat de Manila (Filipines). Està situat a la riba meridional del riu Pasig a la ubicació original de la ciutat fundada per Miguel López de Legazpi el 1571.
Era el centre governatiu, educatiu i comercial de les Filipines quan era colònia espanyola. Va ser lliurat per Espanya al govern dels Estats Units d'Amèrica amb motiu de la Guerra hispano-estatunidenca 1898, que va acabar amb la sobirania espanyola de les illes després de 333 anys de colonització. Posteriorment, el sector va ser arrasat a la Segona Guerra Mundial per la mateixa aviació nord-americana, ja que allà s'albergava l'estat major de l'ocupació japonesa.

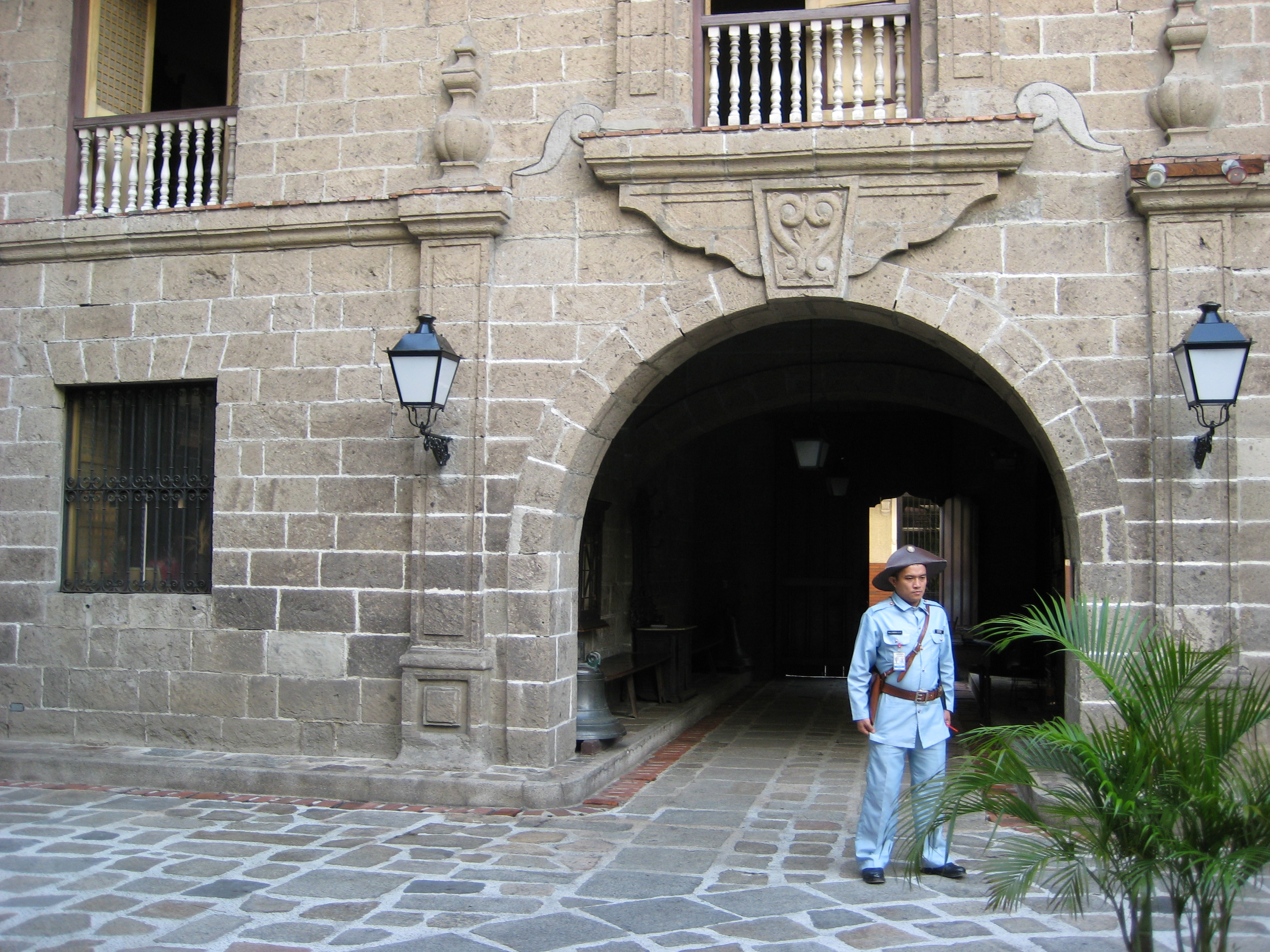
Vista d'un pati colonial d'Intramuros

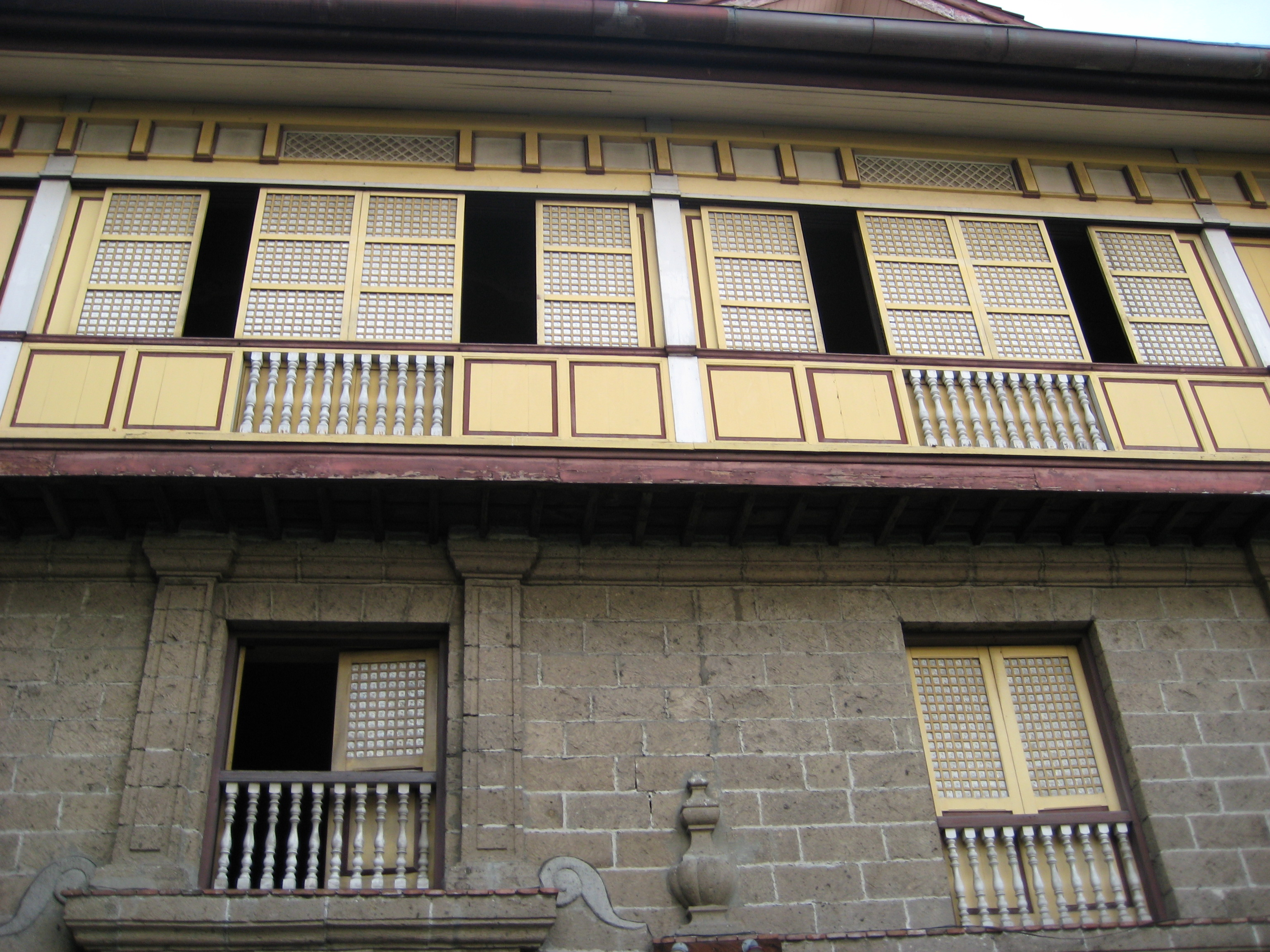
Façana d'una casa colonial d'Intramuros

Contenia notables exemples de l'arquitectura colonial espanyola dels segles XVII, XVIII i xix, com hospitals, escoles, convents i diverses seus governamentals. Així apareixen dibuixats per l'Expedició Malaspina (1789-1794). Encara es poden contemplar les muralles que van donar origen al nom de la ciutadella, la versió modernitzada del Palau del Governador (al lloc on s'aixecava l'antic Hotel Anglès, a la plaça de la Catedral); les restes del Fort de Santiago, en honor del sisè governador espanyol de les Filipines, Santiago de Vera, així com moltes esglésies catòliques, com l'església de San Agustín, construïda pel soldat i arquitecte Juan Macias el 1586, que es troba inscrita a la llista del Patrimoni de la Humanitat de la UNESCO, L'actual Catedral és rèplica de la primitiva, destruïda per un terratrèmol al segle xix a Manila.